# Gute Gründe, fröhlich zu sein
Gute Gründe, fröhlich zu sein (englisch Blood Sisters) ist eine Science-Fiction-Kurzgeschichte des australischen Schriftstellers Greg Egan, zuerst veröffentlicht in Interzone 117 im April 1997. Die Kurzgeschichte erschien ebenfalls in der Sammlung Luminous im Jahr 1998 und The Best of Greg Egan im Jahr 2019.

## Handlung
Im Jahr 2004 wird der zwölfjährige Mark plötzlich ununterbrochen glücklich. Nach einem Gleichgewichtsverlust bei einem Spaziergang wird ein Medulloblastom in seinem Gehirn entdeckt, welches erhöhte Ausschüttungen von Leu-enkephalin verursacht. Da dieses an die gleichen Rezeptoren wie Morphin oder Heroin bindet, ist es der Grund für seine andauernde Freude. Mark kann physisch nicht traurig über die Diagnose sein. Nach der Entfernung des Medulloblastoms stürzt Mark in die Depression und seine Beziehung mit seinen Eltern verschlechtert sich. Psychologen vermuten, dass für ihn das Gefühl der Freude nun gleichbedeutend mit der Rückkehr des Tumors ist. Im Jahr 2023 hat Mark viele Jahre lang darüber nachgedacht, dass Freude nur eine Folge von chemischen Reaktionen ist und daher womöglich bedeutungslos ist. Bei einer Reise nach Kapstadt in Südafrika unterzieht sich Mark einer Operation, während welcher Lücken toter Neuronen mit einem speziellen Schaum gefüllt werden, welche ein neues neutrales Netzwerk mithilfe der Neuronen von viertausend toter Fremden spannen. Durch die Operation hat Mark nun die Fähigkeit, sich die Quellen seiner Freude frei zu wählen und kann jede Kunst und jede Musik genießen. Jedoch lässt ihn auch das wieder daran zweifeln, ob Fröhlichkeit real ist oder ihn die viertausend töten Fremden nun immer den Weg des geringsten Widerstands hinab führen. Ihm kommt letztendlich die Erkenntnis, dass Menschen bei Entscheidungen für ihr Glück auch mit den Folgen einer falschen Entscheidung leben müssen. Mark kehrt nach Sydney zurück und nimmt eine Arbeit in einer Buchhandlung an, wo es ihm in seiner Freizeit möglich ist, dessen Bücher zu lesen, und beginnt Julia zu daten, die dort oft vorbei kommt. Sein Vater kommt eines Tages vorbei und fragt ihn, ob er nun glücklich ist, woraufhin Mark bestätigt, es zu sein.

## Hintergrund
Greg Egan sagte in einem Interview mit Russell B. Farr im Jahr 1997, dass es insgesamt drei Monate dauerte, die Kurzgeschichte zu schreiben. Später sagte er in einem Interview mit David Conyers für Virtual Worlds and Imagined Futures im Jahr 2009, dass er jahrelang über die zentrale Idee nachgedacht hatte. Es sei zudem seine Lieblingskurzgeschichte von ihm selbst, da es sich wie ein Puzzle anfühlte, welches sich nicht anders hätte zusammensetzen lassen („felt [....] like a jigsaw puzzle that couldn’t have been put together any other way“). Mehr als zehn Jahr später („more than ten years later“) ist er immer noch zufrieden mit jedem Wort („still happy with every word“), was nicht oft passiert („doesn’t happen often“).

## Kritik
Russell Letson schreibt im Locus Magazine, dass die Kurzgeschichte die Natur und Genesis von emotionalen Zuständen erforscht. Insbesondere gehören dazu die rein neurochemischen und psychologischen Gründe und der Mechanismus des Gefühls („pursues the nature and genesis of emotional states – the ‘‘reasons’’ are entirely neurochemical-physiological, and the mechanism of feeling is literally a mechanism – a computational prosthetic intended to repair neurological damage to the pleasure centers“).
Salik Shah schreibt im Reactor Magazine, dass der Protagonist mit Frannie Goldsmith (Fran) aus The Stand von Stephen King zu vergleichen sei, obwohl diese wohl einer solchen medizinischen Prozedur nicht zugesagt hätte („would have said yes to such a medical intervention“). Mit anderen Worten können die Charaktere von Greg Egan („In other words, Egan’s characters can be as real as King’s. Seriously.“)

## Auszeichnungen
Gute Gründe, fröhlich zu sein gewann den japanischen Seiun-Preis im Jahr 2002 und war sowohl für einen Aurealis Award im Jahr 1999 als auch für einen Ditmar Award im Jahr 1999 nominiert gewesen. Gute Gründe, fröhlich zu sein erreichte den fünften Platz des Leserpreises des Locus Award im Jahr 1998 und gewann die Leseabstimmung von Interzone im Jahr 1998.